# Liste von Abgabeanstalten an die NS-Tötungsanstalt Grafeneck
Die Liste von Abgabeanstalten an die NS-Tötungsanstalt Grafeneck umfasst die Heil- und Pflegeanstalten für psychisch kranke Menschen, aus denen im Dritten Reich im Rahmen der Aktion T4 Patienten in die Tötungsanstalt Grafeneck bei Gomadingen transportiert und ermordet wurden. Die Aufarbeitung der Schicksale der Patienten durch die Geschichtswissenschaft ist bis heute noch nicht abgeschlossen; die Liste daher auch nicht endgültig.
Insgesamt gab es sechs Tötungsanstalten, in welche Patienten direkt oder über Zwischenanstalten zur Ermordung verbracht wurden. Grafeneck war vom 20. Januar 1940 bis Dezember 1940 in Betrieb. Für Grafeneck waren mit Stand August 2017 insgesamt 48 betroffene Einrichtungen aus den heutigen Bundesländern Baden-Württemberg, Bayern, Nordrhein-Westfalen und Rheinland-Pfalz bekannt. Thomas Stöckle, Leiter der Gedenkstätte Grafeneck, traf bei den Auswertungen der heute zur Verfügung stehenden Quellen die Definition, „dass Patienten und Heimbewohner zu der Einrichtung zu zählen sind, wo sie am 1. Januar 1940 untergebracht waren.“
Die Aktion T4 war ein Teil der Krankenmorde im Nationalsozialismus.

## Liste
| Bezeichnung | Einrichtung heute                                                                        | Ort                              | Land            | Opferzahl | Transporte                      | Quelle |
| --- | ---------------------------------------------------------------------------------------- | -------------------------------- | --------------- | --------- | ------------------------------- | ------ |
| Badische Heil- und Pflegeanstalt | Zentrum für Psychiatrie Emmendingen                                                      | Emmendingen                      | Baden           | 700       |                                 | [ 2 ]  |
| Kreispflegeanstalt Freiburg | Studierendenwohnheim, Institut für Psychologie                                           | Freiburg im Breisgau             | Baden           | 120       | 8. August 1940 10. Oktober 1940 | [ 2 ]  |
| Kreispflegeanstalt Fußbach | Pflege- und Betreuungsheim Ortenau Klinikum                                              | Gengenbach                       | Baden           | 130       |                                 | [ 2 ]  |
| Kreispflegeanstalt Geisingen | Pflegeheim Haus Wartenberg                                                               | Geisingen                        | Baden           | 16        |                                 | [ 2 ]  |
| St. Josephsanstalt für Schwachsinnige und Epileptische                                                                                           | Sankt Josefshaus Herten                                                                  | Herten                           | Baden           | 345       |                                 | [ 2 ]  |
| Pflegeanstalt der Kreise Karlsruhe und Baden-Baden für körperlich und geistig Gebrechliche                                                       | Klinikum Mittelbaden Hub                                                                 | Ottersweier-Hub (bei Bühl)       | Baden           | 524       |                                 | [ 2 ]  |
| Badische Heil- und Pflegeanstalt | Rathaus der Stadt Achern                                                                 | Illenau bei Achern               | Baden           | 237       |                                 | [ 2 ]  |
| Kreis-Pflegeanstalt für Hilfsbedürftige beiderlei Geschlechts                                                                                    | Schloss Jestetten                                                                        | Jestetten                        | Baden           | 135       |                                 | [ 2 ]  |
| Badische staatliche Heil- und Pflegeanstalt bei Konstanz                                                                                         | Zentrum für Psychiatrie Reichenau                                                        | Reichenau                        | Baden           | 448       |                                 | [ 2 ]  |
| Heil- und Pflegeanstalt für Epileptische | Epilepsiezentrum Kork                                                                    | Kork bei Kehl                    | Baden           | 113       |                                 | [ 2 ]  |
| Kreispflegeanstalt Krautheim | Seniorenheim, Kindergarten                                                               | Krautheim                        | Baden           | 2         | 17. Oktober 1940                | [ 2 ]  |
| Erziehungs- und Pflegeanstalt für Geistesschwache, bes. Jugendliche                                                                              | Johannes-Diakonie Mosbach                                                                | Mosbach                          | Baden           | 218       |                                 | [ 2 ]  |
| Pflegeanstalt für Geisteskranke Rastatt | Zentrales Fundarchiv des Archäologischen Landesmuseums Baden-Württemberg                 | Rastatt                          | Baden           | 448       |                                 | [ 2 ]  |
| Kreispflegeanstalt Sinsheim | GRN-Betreuungszentrum Sinsheim                                                           | Sinsheim                         | Baden           | 234       |                                 | [ 2 ]  |
| Kreispflegeanstalt des Kreises Mannheim | GRN-Betreuungszentrum Weinheim                                                           | Weinheim                         | Baden           | 66        |                                 | [ 2 ]  |
| Kreispflegeanstalt für den Kreis Lörrach | Markus-Pflüger-Heim                                                                      | Wiechs                           | Baden           | 89        |                                 | [ 2 ]  |
| Badische staatliche Heil- und Pflegeanstalt für Geisteskranke                                                                                    | Psychiatrisches Zentrum Nordbaden                                                        | Wiesloch                         | Baden           | 675       |                                 | [ 2 ]  |
| Oberbayerische Kreis-Heil- und Pflegeanstalt | Isar-Amper-Klinikum München-Ost                                                          | Eglfing-Haar                     | Bayern          | 164       |                                 | [ 2 ]  |
| Kreis-Heil- und Pflegeanstalt | Bezirkskrankenhaus Günzburg                                                              | Günzburg                         | Bayern          | 248       |                                 | [ 2 ]  |
| Kreis-Heil- und Pflegeanstalt Klingenmünster | Pfalzklinikum für Psychiatrie und Neurologie                                             | Klingenmünster                   | Rheinland-Pfalz | 48        |                                 | [ 4 ]  |
| Kreis-Heil- und Pflegeanstalt für Geisteskranke Kaufbeuren                                                                                       | Bezirkskrankenhaus Kaufbeuren                                                            | Kaufbeuren und Irsee             | Bayern          | 414       |                                 | [ 2 ]  |
| Unterfränkische Kreis-Heil- und Pflegeanstalt | Bezirkskrankenhaus Lohr                                                                  | Lohr am Main                     | Bayern          | 76        |                                 | [ 2 ]  |
| Wohltätigkeits- und Pflegeanstalt Schweinspoint                                                                                                  | Stiftung Behindertenwerk St. Johannes                                                    | Schweinspoint                    | Bayern          | 83        |                                 | [ 2 ]  |
| Heil- und Pflegeanstalt Werneck | Krankenhaus für Psychiatrie, Psychotherapie und Psychosomatische Medizin Schloss Werneck | Werneck                          | Bayern          | [ 2 ]     |                                 | [ 2 ]  |
| Fürst-Carl-Landeskrankenhaus | Heute Sitz des Landratsamts Sigmaringen, Rechtsnachfolger Kreiskrankenhaus Sigmaringen   | Sigmaringen                      | Hohenzollern    | 71        |                                 | [ 2 ]  |
| Provinzial-Heil- und Pflegeanstalt | LVR-Klinik Bedburg-Hau                                                                   | Bedburg-Hau                      | Rheinprovinz    | 455       |                                 | [ 2 ]  |
| Pflegeanstalt Heggbach für Schwachsinnige, Epileptiker und Psychopathen                                                                          | Heggbacher Einrichtungen                                                                 | Maselheim-Heggbach               | Württemberg     | 173       |                                 | [ 2 ]  |
| Kinderasyl zur Verpflegung idiotischer und epileptischer Kinder                                                                                  | Kinderheim St. Maria Ingerkingen                                                         | Ingerkingen                      | Württemberg     | 72        |                                 | [ 2 ]  |
| Privat-Heilanstalt für Nerven- und Gemütskranke                                                                                                  | Klinikum Christophsbad                                                                   | Göppingen                        | Württemberg     | 144       |                                 | [ 2 ]  |
| Privatklinik für Nerven- und Gemütskranke, Süchtige und Psychopathen                                                                             | Kennenburg                                                                               | Kennenburg bei Esslingen a. N.   | Württemberg     | 7         |                                 | [ 2 ]  |
| Evangelische Diakonissenanstalt: Gottlob-Weisser-Haus – Pflegeheimat und Heilstätte für Geistesschwache, Gemütskranke und Nervenleidende         | Gottlob-Weißer-Haus                                                                      | Schwäbisch Hall                  | Württemberg     | 87        |                                 | [ 2 ]  |
| Pflege- und Bewahranstalt St. Gallus für Schwachsinnige, Epileptische und Gebrechliche. Pflegeanstalt mit Abteilungen in Hegenberg und Rosenharz | Stiftung Liebenau                                                                        | Liebenau bei Tettnang            | Württemberg     | 463       |                                 | [ 2 ]  |
| Heil- und Pflegeanstalt für Schwachsinnige | Mariaberg e. V.                                                                          | Mariaberg bei Gammertingen       | Württemberg     | 61        |                                 | [ 2 ]  |
| Landesfürsorgeanstalt für geistesschwache, geisteskranke und hilfsbedürftige geistig normale Personen                                            | Behindertenheim Markgröningen                                                            | Markgröningen                    | Württemberg     | 120       |                                 | [ 2 ]  |
| Pflegeanstalt für männliche Epileptiker | Diakonie Pfingstweid Wohnheime und Werkstätten für behinderte Menschen                   | Pfingstweid bei Tettnang         | Württemberg     | 24        |                                 | [ 2 ]  |
| Landesfürsorgeanstalt für Schwachsinnige | Rabenhof Ellwangen                                                                       | Rabenhof (Kreis Ellwangen/Jagst) | Württemberg     | 30        |                                 | [ 2 ]  |
| Landesfürsorgeanstalt mit Abteilung für Schwachsinnige                                                                                           | Rappertshofen Reutlingen                                                                 | Reutlingen                       | Württemberg     | 72        |                                 | [ 2 ]  |
| Oberer Riedhof – Landesfürsorgeanstalt mit Abteilung für Schwachsinnige                                                                          | 1974 geschlossen                                                                         | Riedhof                          | Württemberg     | 55        |                                 | [ 2 ]  |
| St. Gertrudisheim – Erziehungsanstalt für geistesschwache Kinder                                                                                 | Stiftung Liebenau (nach Abriss Neubau als Behindertenwerkstätten)                        | Rosenharz bei Bodnegg            | Württemberg     | 26        |                                 | [ 2 ]  |
| Privatheilanstalt der Barmherzigen Schwestern von Untermarchtal für Nerven- und Geisteskranke                                                    | Vinzenz-von-Paul-Hospital                                                                | Rottenmünster bei Rottweil       | Württemberg     | 178       |                                 | [ 2 ]  |
| Staatliche Heilanstalt Schussenried | Standort Schussenried des ZfP Südwürttemberg                                             | Schussenried                     | Württemberg     | 317       |                                 | [ 2 ]  |
| Heil- und Pflegeanstalt der Inneren Mission für Schwachsinnige und Epileptiker                                                                   | Diakonie Stetten                                                                         | Stetten im Remstal               | Württemberg     | 324       |                                 | [ 2 ]  |
| Bürgerhospital – Psychiatrisch-neurologische Abteilung                                                                                           | Bürgerhospital                                                                           | Stuttgart                        | Württemberg     | 1         |                                 | [ 2 ]  |
| Staatliche Heilanstalt für Geisteskranke | Klinikum am Weissenhof                                                                   | Weinsberg                        | Württemberg     | 422       |                                 | [ 2 ]  |
| Heilanstalt für Geisteskranke | Standort Weißenau des ZfP Südwürttemberg                                                 | Weissenau                        | Württemberg     | 558       |                                 | [ 2 ]  |
| Paulinenpflege | Paulinenpflege Winnenden                                                                 | Winnenden                        | Württemberg     | 1         |                                 | [ 2 ]  |
| Staatliche Heil- und Pflegeanstalt | Klinikum Schloß Winnenden                                                                | Winnental in Winnenden           | Württemberg     | 356       |                                 | [ 2 ]  |
| Staatliche Heil- und Pflegeanstalt | Münsterklinik Zwiefalten                                                                 | Zwiefalten                       | Württemberg     | 352       |                                 | [ 2 ]  |